# A Arnoia

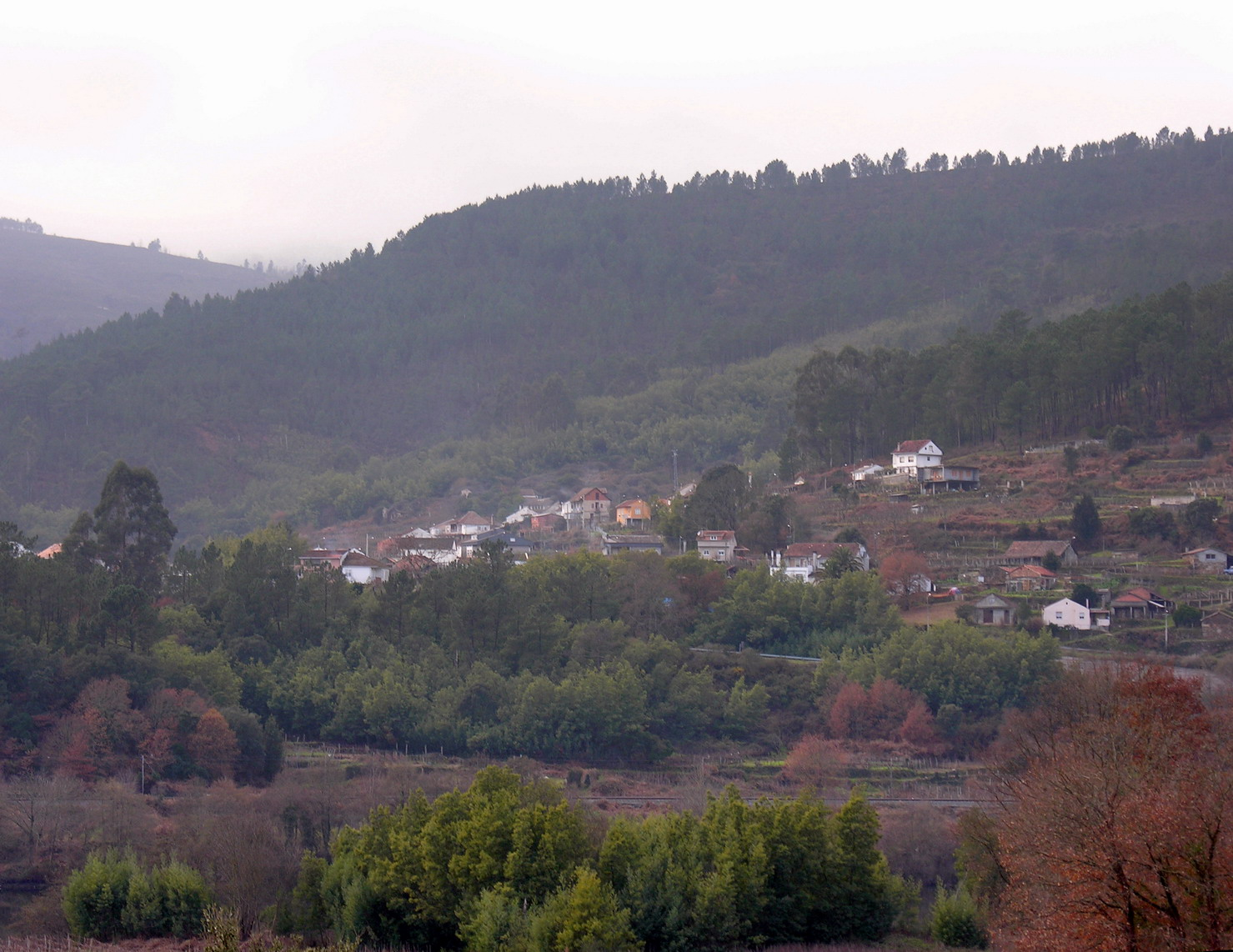
A Arnoia

A Arnoia (Spaans: Arnoya) is een gemeente in de Spaanse provincie Ourense in de regio Galicië met een oppervlakte van 21 km². A Arnoia telt 1.002 inwoners (1 januari 2016).